# Vlag van Komárom-Esztergom

Vlag van Komárom-Esztergom
(ratio 2:3)

De vlag van Komárom-Esztergom werd op 21 maart 1991 aangenomen als de vlag van de Hongaarse comitaat Komárom-Esztergom. De vlag bestaat uit een wit veld met beide wapens naast elkaar in het midden. Onder de wapens staat in een boog en in gouden letters: komárom-esztergom megye.
Het comitaat Komárom werd in de 11e eeuw gesticht rondom het kasteel Komárom. De oorsprong van het wapen is onbekend. Het is niet te herleiden tot de wapens van de invloedrijke families die het kasteel en omringende landen hebben bezeten.
Het comitaat Esztergom is een van de oudste comitaten van Hongarije en werd al in de 10e eeuw gesticht. Het was een bijzonder comitaat, omdat sinds 1270 de aartsbisschop van Esztergom tevens bestuurder van het comitaat was.
Esztergom ontving zijn wapen van keizer Ferdinand I in 1555. De bisschop in het wapen is Sint-Adalbert, patroonheilige van Hongarije. Adalbert van Praag was bisschop in Praag en later ook in Esztergom.
Daar doopte hij Géza en zijn zoon Stefanus I, de latere koning van Hongarije. Later ging hij naar Pruisen om daar het volk te bekeren. Zoals gebruikelijk liethij daarbij de Heilige Eiken omhakken om aan te tonen dat de Christelijke God machtiger was. Daarvoor werd hij nabij Danzig (nu Gdańsk) vermoord. Zijn attributen als martelaar zijn drie speren en een peddel, de wapens waarmee hij werd gedood.